# Устав Србије из 1963.
Устав Социјалистичке Републике Србије из 1963. године био је устав тадашње југословенске федералне јединице Србије, који је усвојен 9. априла 1963. године, а остао је на снази све до 25. фебруара 1974. године, када је донет нови Устав Србије. Устав из 1963. године имао је уводни део и 14 поглавља са укупно 237 чланова.
Када је 7. априла 1963. године донет нови Устав СФРЈ, непосредно након тога донети су и нови устави свих југословенских република, а потом и статути аутономних покрајина. По новим уставним решењима, дотадашња Народна Република Србија преименована је у Социјалистичку Републику Србију. У оквиру СР Србије, положај Аутономне Покрајине Војводине остао је суштински непромењен, док је дотадашња Аутономна косовско-метохијска област (АКМО) уздигнута на виши (покрајински) степен самоуправе, под називом Аутономна Покрајина Косово и Метохија (АПКМ).
Први амандмани на Устав СР Србије из 1963. године, донети су већ 20. априла 1967. године (амандмани бр. I-III). Другом уставном променом, која је извршена 29. јануара 1969. године (амандмани бр. IV-VIII), знатно су проширене надлежности аутономних покрајина, које су уместо дотадашњих статута добиле своје уставне законе. Трећа уставна промена извршена је 25. фебруара 1972. године (амандмани бр. IX-XVI).
Устав СР Србије из 1963. године, са поменутим амандманима, остао је на снази све до 1974. године, када је донет нови Устав Социјалистичке Републике Србије.